# Магнетна резонанца ректума
Магнетна резонанца ректума (МРР) је минимално инвазивна дијагностичка метода у радиологији и најнапреднији радиолошки модалитет за евалуацију карцинома ректума јер омогућава изузетан приказ мезоректалне фасције и њеног односа са туморском маргином и прецизну евалуацију зида ректума и околних анатомских структура.
МРР снимање игра кључну улогу у процени рака ректума, и обавезан је преглед у планирању радикалне хирургије рака ректума.

## Основне информације
Камен темељац примене магнетна резонанце ректума укључује снимање високе резолуције Т2 ортогонално на ректални лумен. Циљеви МРР су идентификација пацијената који ће имати користи од неоадјувантне терапије пре операције како би се смањила постоперативна рецидивност и планирала оптимална операција.
Магнетна резонанце ректума обезбеђује — одличну анатомску визуелизацију ректума и мезоректалне фасције, прецизно предвиђање статуса ободне ресекције и туморске фазе. 
Магнетна резонанце ректума  има и еволуирајућу улогу у процени одговора на неоадјувантан третман, даље оптималан третман пацијента и хируршки приступ.

## Значај
Због супериорне мекоткивне контрастне резолуције MRI се сматра најадекватнијом техником за процену одговора на неоадјувантну терапију и процену ресектабилности карцинома ректума, као и за дијагностику рекурентног карцинома ректума.
Према досадашњим сазнањима магнетна резонанца ректума треба да буде обавезан преглед у планирању радикалне хирургије за рак ректума, јер побољшава стопу ресекције и смањује локалне рецидиве, што резултује побољшаним онколошким исходом.

## Индикације
Магнетна резонанца ректума се примењује као:
- Иницијални МР преглед — који се ради код пацијената са ендоскопски и патохистолошки верификованим тумором ректума ради одређивања туморског и нодалног статуса и утврђивања односа тумора са ресекционом маргином. У том смислу она је обавезна за хирурга који планира неоадјувантну терапију, јер му помаже у планирању хируршког приступа, нарочито код малог рака ректума.
- МРР преглед након преоперативне или неоадјувантне терапије  — на основу кога се процењује одговор на примењену неоадјувантну терапију рака ректума.[4][5]
- Постоперативни МРР преглед — ради се код сумње на рецидив болести ради откривања рекурентног тумора.
- МРР преглед после преоперативне хемио-радиотерапије — служи за ревизију туморског и нодалног статуса и на основу њега се процењује одговор на примењену терапију.[6]

## Техника снимања
Магнетна резонанца ректума се обично ради у машина за магнетну резонанцу која изгледа као велика цев са отвореним крајевима, у амбулантним условима, на следећи начин:
- Испитаник се поставља у лежећем положају на покретни сто и каишевима се фиксира за њега како би одржао правилан положај тела током снимања.
- Мали уређаји који садрже намотаје жице способне за слање и пријем радио-таласа могу бити постављени у близини или поред дела тела који се испитује, а сама машина ствара јак магнетно поље око тела испитаника и усмерава радио таласе на његово тело. Сама процедура је безболна, а испитаних нећете осетити постојање магнетног поља или радио-таласа око себе.
- Ако се у току МРР користи контраст сестра или лекар испитанику постављају интравенску линију, најчешће на руци, кроз коју се постепено убризгава контраст. Након почетне серије скенирања без контраста, следећи низ снимака ће бити снимљен у току или након убризгавања контраста.
- За време снимања медицинско особље се налази у командној соби одакле управљају и контролишу ток снимања.
- Током снимања пацијент може да разговарат преко микрофона са испитивачем.
- Када је испитивање завршено, испитаник чека извесно време док радиолог проверава снимке како би у случају потребе могао да сачини и додатне.
- МРР углавном укључује више радних процеса (секвенци), од којих неки могу трајати неколико минута, а цео поступак снимања обично траје од 30 до 60 минута.
- Након завршеног снимања интравенска линија се уклања, а ако током снимања испитаник није био под седативима, може се одмах вратити уобичајеним дневним активностима.